# Gobernación de Shewa
La Gobernación de Shoa (Governo dello Scioà, en italiano) fue una de las 6 provincias, en las cuales se subdividía el África Oriental Italiana, como parte del Imperio Italiano. Corresponde al territorio comprendido por la antigua Gobernación de Adís Abeba, más algunos territorios de las gobernaciones de Amara, Harar y Gala y Sidama. Las lenguas oficiales eran el italiano y el amárico.
La capital de la gobernación era la ciudad de Adís Abeba, que hacia 1939 tenía una población de cerca de 150.000 habitantes, de los cuales unos 40.000 eran italianos. Durante este período el gobierno italiano llevó a cabo varios proyectos, impulsándose un Plano Regulador (el primero en la historia del país), que preveía mejorar la ciudad y construir nuevos barrios, combinándose funcionalidad y monumentalidad.

## Gobernadores
- Francesco Camero Medici: 1938-1939.
- Enrico Cerulli: 1939.
- Guglielmo Nasi: 1939-1940.
- Giuseppe Daodice: 1940-1941
- Agenore Frangipani: 1941